# Șerban Țițeica
Șerban Țițeica (n. 14/27 martie 1908, București, România – d. 28 mai 1985, București, România) a fost un fizician și profesor universitar român, membru titular al Academiei Române (1955) și vicepreședinte al acesteia (1963-1985). Este unanim considerat drept fondatorul școlii române de fizică cuantică.
A făcut cercetări în domeniul termodinamicii, a  fizicii statistice, mecanicii cuantice, fizicii atomice și în fizica particulelor elementare.

## Biografie

### Educație, anii timpurii
S-a născut la 14 martie (S.N. 27 martie) 1908 în București, ca al treilea și ultimul copil al matematicianului Gheorghe Țițeica și al soției sale Florence/Florica (n. Thierrin). După absolvirea liceului Mihai Viteazul, a studiat la Facultatea de Științe a Universității din București, obținând în 1929 două licențe: științe fizico-chimice și științe matematice. A făcut studii de doctorat la Universitatea din Leipzig (1930-1934), sub îndrumarea profesorului Werner Heisenberg, obținând în 1935 titlul de Doktor der Philosophie. Disertația de doctorat, intitulată Despre modificarea rezistenței metalelor în câmp magnetic (Über die Widerstandsänderung von Metallen im Magnetfeld), a fost publicată integral în Annalen der Physik (Leipzig) și a cunoscut o largă notorietate: era, și a rămas, o lucrare fundamentală, sursa multor cercetări ulterioare.

### Carieră universitară

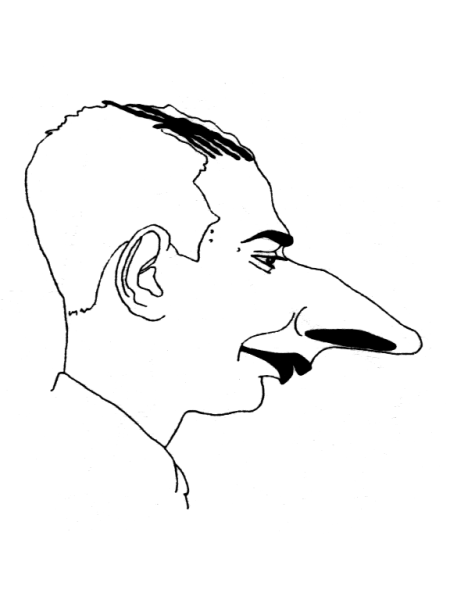
Șerban Țițeica (circa 1940)
Desen de Gheorghe Manu

Întors în țară, a inaugurat o lungă și fructuoasă carieră universitară. A fost asistent la Politehnica din București (1935-1941), profesor la Universitatea din Iași (1941-1948), profesor la Universitatea din București (1949-1977), rămânând profesor consultant și după vârsta pensionării.
În paralel, a ocupat funcții importante în managementul cercetării științifice naționale și internaționale: a fost șeful secției de fizică teoretică din Institutul de Fizică al Academiei (1951-1955); director adjunct științific al Institutului de Fizică Atomică (apoi al Institutului Central de Fizică) din București/Măgurele (1955-1976); membru, ca reprezentant permanent al României, în consiliul științific al Institutului Unificat de Cercetări Nucleare din Dubna (1956-1981) și vicedirector al aceluiași institut (1962-1964).
A fost redactor șef adjunct, apoi redactor șef, al revistelor de specialitate ale Academiei Române: Studii și Cercetări de Fizică și Revue Roumaine de Physique (1956-1985).

### Contribuții originale
A adus contribuții originale în domenii variate ale fizicii teoretice: rezistența metalelor în câmp magnetic, absorbția razelor corpusculare grele în materie, teoria pozitronului și polarizarea vidului, radiația electromagnetică multipolară, termodinamică și mecanică statistică, dezintegrarea pionilor în muoni și neutrini, reprezentările algebrelor Lie ale grupurilor unitare și ortogonale. În colaborare cu Costin D. Nenițescu, a publicat și lucrări de cinetică chimică organică.
Studiind mișcarea unui colectiv de particule punctuale încărcate cu sarcini electrice, aflate sub influența unor câmpuri electrice și magnetice create prin însăși mișcarea particulelor, a dat o formulare relativist invariantă ecuațiilor de evoluție a acestor colective și o formulare covariantă legilor statisticii.
Șerban Țițeica a fost un neîntrecut profesor, care își cucerea auditoriul prin vastitatea cunoștințelor ca și prin claritatea și eleganța expunerilor. Timp de patru decenii, a ținut succesiv cursuri de analiză matematică, structura materiei, mecanică analitică, termodinamică și fizică statistică, electrodinamică, teorie cuantică veche, mecanică cuantică. A inițiat cursuri speciale de fizică teoretică: mecanică cuantică avansată, teoria nucleului atomic, elemente de teoria grupurilor și algebrelor Lie. A fost profesorul preferat al multor generații de studenți, îndrumătorul unor excelente teze de doctorat, mentorul admirat al unor fizicieni de valoare, fondatorul unei active și prestigioase școli românești de fizică teoretică.

### Recunoaștere
A fost ales membru titular al Academiei Române (1955) și vicepreședinte (1963-1985) al acesteia, membru (иностранный член) al Academiei de Științe a URSS (1965), membru (auswärtiges Mitglied) al Academiei Saxone de Științe din Leipzig (1967) și membru al Societății europene de fizică (1969).
A fost distins cu Ordinul Steaua Republicii Socialiste România clasa a II-a (1971) „pentru merite deosebite în opera de construire a socialismului, cu prilejul aniversării a 50 de ani de la constituirea Partidului Comunist Român”.

### Poliglot, iubitor al artelor
Era un iubitor al culturii umanistice și al artelor. Cunoștea mai multe limbi moderne și clasice, citea în original și comenta pe marii filozofi; în 1984 a ținut la Măgurele o memorabilă prelegere despre Miracolul grecesc. În paralel cu Facultatea de Științe, frecventase în tinerețe Conservatorul din București, studiind armonie și contrapunct în clasa lui Alfons Castaldi; îndrumat de Silvia Șerbescu, și-a perfecționat aptitudinile de pianist, devenind un sensibil interpret. A practicat alpinismul în Bucegi și Piatra Craiului, descoperind, împreună cu fratele său Radu Țițeica, noi trasee. A încetat din viață la 28 mai 1985, în București.

## Distincții
- Ordinul Muncii clasa a II-a (21 august 1954) „pentru merite deosebite pe tărîmul construcției de stat, economice, sociale și culturale, cu ocazia celei de a zecea aniversări a eliberării patriei noastre”[6]
- titlul de Om de Știință Emerit al Republicii Populare Romîne (18 august 1964) „pentru merite deosebite în activitatea științifică”[7]
- Ordinul „Meritul Științific” clasa I (26 septembrie 1966) „pentru merite deosebite în activitatea științifică, cu prilejul Centenarului Academiei Republicii Socialiste România”[8]

## Lucrări (selecție)

### Cercetare originală
- Über die Widerstandsänderung von Metallen im Magnetfeld, Annalen der Physik, volumul 22, paginile 129-161, 1935; (Teza sa de doctorat) [3]
- Über die Absorption der Korpuskularstrahlen, Zeitschrift für Physik, volumul  101, paginile 378-397, 1936; [3]
- Contributions à la théorie des positrons, Bulletin de la Société Roumaine de Physique, volumul 41, paginile 47–68, 1940; [3]
- Asupra radiației multipolilor electrici și magnetici de ordin superior, Studii și Cercetări de Fizică, volumul 1, paginile 51–57, 1950;
- Considerații teoretice asupra dezintegrării π → μ, Studii și Cercetări de Fizică, volumul 9, paginile 411–427, 1958;
- Representation of infinitesimal unitary groups by infinitesimal canonical transformations, Revue Roumaine de Physique, volumul 11, paginile 677–696, 1966.

### Tratate universitare
- Elemente de mecanică statistică, Editura Tehnică, București, 1956;
- Termodinamica, Editura Academiei Republicii Socialiste România, București, 1982;
- Mecanica cuantică, Editura Academiei Republicii Socialiste România, București, 1984;
- Curs de fizică statistică și teoria cuantelor, Editura ALL, București, 2000;
- Lecții de teoria nucleului atomic, Editura Academiei Române, București, 2007.